# 小平花織
小平花織（1990年4月13日—），出生於日本長野縣茅野市，是一位日本女子排球運動員，目前效力於東麗箭，場上位置為主攻。身高170公分，體重62公斤，血型B型。

## 生涯簡介
她最初接觸排球是由於母親的影響，小學五年級時開啟了排球生涯。之後進入中學，和峯村沙紀（目前東麗箭隊友）同樣入選長野縣代表隊，一齊獲得JOC盃的冠軍，此時也是她生涯的重要的里程碑。高校就讀東海大學附屬第三高等學校，率領球隊挺進第39回全國高等學校排球選拔優勝大會的十六強，最終落敗於九州文化學園高等學校。另一方面，她被選入青年隊，參加在台北舉行的2008年亞洲青年女子排球錦標賽，成功擊敗地主隊取得冠軍。
2009年4月，加入東麗箭。自己自認在場上最擅長的能力是接球，表示「不想輸給任何人」。2012年5月的第61回黑鷲旗全日本男女選拔排球大會，幫助球隊晉級決賽並獲得亞軍，自身也獲選大會最佳陣容。
2012年9月，入選在泰國舉辦的2012年亞洲盃女子排球錦標賽日本女排代表隊，得到第五名的名次。
2012/13賽季，於V超級聯賽上固定出賽，攻守皆發揮良好，對球隊奪下亞軍有不可或缺的貢獻。

## 生涯
- 所屬學校、球隊

茅野市立湖東小學校（茅野天使） → 茅野市立北部中學校 → 東海大學附屬第三高等學校（2006年 - 2009年） → 東麗箭（2009年 - ）
- 日本女排青年隊 
  - 亞洲青年排球錦標賽 - 2008年
- 日本女排 （2012年 -）
  - 亞洲盃排球錦標賽 - 2012年

## 榮譽

### 個人
- 2012年 - 第61屆黑鷲旗全日本男女選拔排球大會 最佳陣容

### 俱樂部
- 2009/10賽季V超級聯賽 -  冠軍
- 2010年天皇杯及皇后杯全日本排球選手權大會 -   亞軍
- 第59屆黑鷲旗全日本男女選拔排球大會 -  冠軍
- 2010/11賽季V超級聯賽 -  亞軍
- 2011年天皇杯及皇后杯全日本排球選手權大會 -   冠軍
- 第60屆黑鷲旗全日本男女選拔排球大會 -  冠軍
- 2011/12賽季V超級聯賽 -  冠軍
- 2012年天皇杯及皇后杯全日本排球選手權大會 -   亞軍
- 第61屆黑鷲旗全日本男女選拔排球大會 -  亞軍
- 2012年亞洲女子排球俱樂部錦標賽[4]-  亞軍
- 2012/13賽季V超級聯賽 -  亞軍

### 國家隊
青年隊
- 2008年亞洲青年女子排球錦標賽 -  冠軍

## 軼事
- 在2008年日本職棒選秀中被歐力士野牛第一輪挑選的甲斐拓哉，和她是同校同級生[5]。

## 備註
1. ↑  第39回 春の高校バレーEXPRESS. .   [2012-04-30]. （原始内容存档于2010-06-30）.
2. ↑  日本排球協會.  (PDF).   [2012-05-07]. （原始内容存档 (PDF)于2013-05-31）.
3. ↑  日本排球協會. .   [2012-09-05]. （原始内容存档于2012-09-06）.
4. ↑  . 日本排球協會.   [2012-08-24]. （原始内容存档于2012-08-15）.
5. ↑  . 長野日報.   [2012-08-24]. （原始内容存档于2013-05-01）.

## 外部連結
- V聯賽球員介紹 （页面存档备份，存于） （日語）
- 東麗箭女排隊官方網站 （日語）
- 東麗箭女排選手簡介 - 小平花織 （日語）